# Guenaele di Landévennec
Guénaële (Ergué-Gabéric, V secolo – Vannes, VI secolo) fu un abate bretone di Landévennec. Il suo culto come santo, vivo in Bretagna, risale almeno al IX secolo.

## Biografia
Secondo una vita tarda e leggendaria, apparteneva a una nobile famiglia della Cornovaglia e, all'età di sette anni, incontrò a Ergué-Gabéric l'abate Vinvaleo, che lo invitò a seguirlo in monastero a Landévennec.
Nonostante la giovane età, Guénaële si distinse per l'intensa vita di preghiera e penitenza e Vinvaleo lo designò suo successore.
Dopo sette anni, lasciò la carica di abate e, con undici suoi monaci, si recò in Irlanda e Inghilterra per studiarvi le tradizioni monastiche. Tornò in Bretagna dopo trentaquattro anni: dopo un soggiorno sull'isola di Groix, si stabilì sulla costa del Morbihan e vi fondò un monastero (forse presso Caudan), dove morì.
Il suo nome, che significherebbe beato, benedetto,  deriva dal bretone gwenn (bianco, puro, immacolato)  haël (generoso, magnanimo, nobile).

## Culto
Il culto di san Guénaële fu promosso dal re di Bretagna Nominoë; a causa delle incursioni normanne, attorno all'865 i monaci abbandonarono il monastero portando con loro le reliquie di Guénaële a Corbeil e a Parigi, contribuendo alla diffusione del culto. Le reliquie furono fatte tornare in Bretagna dai vescovi di Vannes, che le deposero in cattedrale e proclamarono san Guénaële patrono della diocesi.
È patrono di Ergué-Gabéric, Plougonvelin, Bolazec, Tréguidel e Lescouët-Gouarec. La sua festa è celebrata nelle diocesi di Vannes e Quimper e nell'abbazia di Landévennec.
Il suo elogio si legge nel Martirologio romano al 3 novembre.
Nella toponomastica di Vannes la rue Guénaële costeggia il lato Sud della cattedrale di St. Pierre. In forte pendenza e non selciata, nel Medioevo la strada era percorsa con difficoltà dai pesanti carri che sceglievano la rue des Vierges, percorso pou lungo ma meno ripido. Attualmente la via è pedonale e selciata da sampietrini.